# Čanád
Čanád (rumunsky Cenad, maďarsky Csanád [čanád]) je obec v nejzápadnějším výběžku Rumunska, těsně u maďarských hranic. Leží na řece Mureș asi 50 km západně od Aradu a 40 km jihovýchodně od Szegedu.

## Dějiny
Ve 2.-3. století byla na tomto místě římská osada urbis Morisena, kterou kolem 450 zničili Hunové. Po roce 1000 zde byl hrad vévody Achtuma. Roku 1030 jej dobylo vojsko krále Štěpána I. a podle jeho velitele dostal jméno Chanad. Téhož roku zde král založil biskupství a prvním biskupem jmenoval italského mnicha a poustevníka Gerarda Sagredo (980-1046). Ten byl za povstání proti králi zajat a umučen a jako svatý Gelért se stal patronem Maďarska. Roku 1241 hrad zcela zničili Tataři a sídlem biskupství se stal Szeged. Roku 1701 byla zde založena srbská obec Čanad, kam se od poloviny 18. století přistěhovala i řada německých rodin.

## Obyvatelstvo
- 1910 měl Cenad 7187 obyvatel, z toho 2750 Němců, 2073 Rumunů, 1751 Srbů a 613 Maďarů.
- 2002 měl Cenad 4249 obyvatel, z toho 2990 Rumunů, 655 Maďarů, 554 Srbů a 50 Němců.